# Villa di Chiavenna
Villa di Chiavenna (lombardul: Vila de Sciavena) település Olaszországban, Sondrio megyében. Lakosainak száma 948 fő (2023. január 1.). Villa di Chiavenna Novate Mezzola, Piuro és Bregaglia községekkel határos.

## Népesség
A település népességének változása:
| Lakosok száma | 1004 | 990  | 948  |
|               | 2017 | 2018 | 2023 |